# Denis Drozhalkin
Denis Sergeyevich Drozhalkin (tiếng Nga: Денис Сергеевич Дрожалкин; sinh ngày 25 tháng 5 năm 1997) là một cầu thủ bóng đá người Nga thi đấu cho FC Ural-2 Yekaterinburg.

## Sự nghiệp câu lạc bộ
Anh có màn ra mắt tại Giải bóng đá chuyên nghiệp quốc gia Nga cho FC Ural-2 Yekaterinburg vào ngày 11 tháng 8 năm 2017 trong trận đấu với F.K. Lada Togliatti.